# 约盖瓦市镇
約蓋瓦是愛沙尼亞約蓋瓦縣的一個鄉村型市镇，位於該國東部，行政中心設於約蓋瓦，面積1040平方公里，2021年人口数量为13,329人。

## 行政管理
2017年爱沙尼亚行政改革后，原约盖瓦市镇、約蓋瓦市、帕拉穆塞市镇、托爾馬市镇（一个村庄除外）、以及帕尤西市镇和普爾馬尼市镇的部分地区合并为新的约盖瓦市镇。
新的约盖瓦市镇包括非独立的約蓋瓦市、6个小镇以及89个村庄。